# Angel (canción de Fifth Harmony)
«Angel» es una canción grabada por la agrupación musical femenina estadounidense Fifth Harmony incluida en su tercer álbum de estudio y primero homónimo Fifth Harmony (2017). Producida por Skrillex y Poo Bear, Angel fue lanzado como sencillo promocional del álbum Fifth Harmony, lanzado el 10 de agosto de 2017.

## Composición
Angel sale de la línea pop a la que el grupo nos tenía acostumbrados. Dicha pista incluye sonidos trap, un género que nunca pensamos que tocarían; su producción es apoyada por el bassline pesado, el sonido de la máquina del tambor y las muestras vocales distorsionadas. Líricamente, la canción trata de estar en una relación basada en expectativas poco realistas. El grupo ofrece una interpretación a mitad de golpe en el primer y segundo verso de la canción, mientras que en el coro, plantean una pregunta retórica: "Cuando me miras, ¿qué vés? / Abre los ojos, soy más brillante de lo que nunca serás / ¿Quién dijo que yo era un ángel?"

## Recepción de la crítica
Madeline Roth de MTV News elogió su producción y sintió que "Angel" es muy diferente a su anterior sencillo Down, proporcionando un telón de fondo más duro. Este es su momento de brillar, comentó. Sadie Bell de Billboard consideró que Angel toma un rumbo muy diferente a los recientes lanzamientos del grupo, reinventando su sonido de una manera espectacular

## Vídeo Musical
El vídeo oficial de la canción fue lanzado el 11 de agosto de 2017 y ya cuenta con más de 40 millones de visitas y más de 600.000 likes, dirigido por David Camarena. El clip se abre en un escenario débilmente iluminado, con un hombre que ha estado soñando estirado en una cama. Luego presenta al grupo bajo una luz completamente nueva, en la que se revela que es el sujeto del sueño del hombre, atormentando los sueños de alguien que había hecho daño a ellos, con imágenes intermitentes y filtros de vcr (videocámara recording en inglés) oscuro, y la iluminación neón estética.
En el Video podemos apreciar a las chicas cantar un poco de rap, trap y como siempre pop, en una forma muy sutil.

## Listas de éxitos
| Lista (2017)                       | Posición más alta |
| ---------------------------------- | ----------------- |
| Escocia (Official Charts Company)  | 88                |
| España (PROMUSICAE)                | 42                |
| Estados Unidos (Billboard Hot 100) | 112               |
| Nueva Zelanda (RMNZ)               | 4                 |
| Portugal (AFP)                     | 94                |